# Harold Hitz Burton

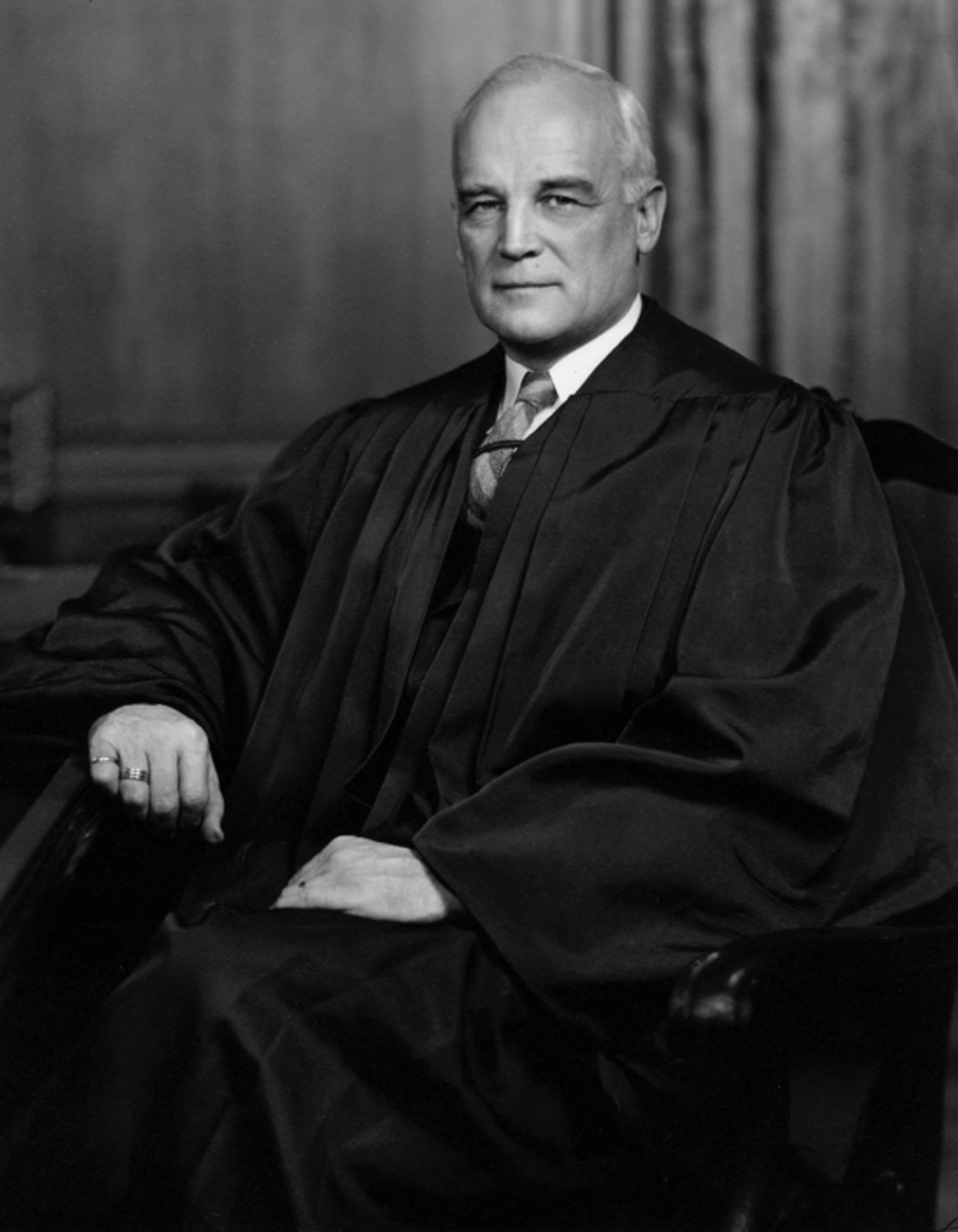
Harold Hitz Burton

Harold Hitz Burton (* 22. Juni 1888 in Boston, Massachusetts; † 28. Oktober 1964 in Washington, D.C.) war ein US-amerikanischer Richter und Politiker der Republikanischen Partei. Von 1941 bis 1945 saß er für den US-Bundesstaat Ohio im Senat.

## Biografie
Burton wurde in Jamaica Plan, einem Stadtviertel von Boston, als Sohn von Alfred E. Burton und Anna Gertrude Hitz geboren. Sein Vater war Dekan des MIT. Er begleitete häufiger Robert Edwin Peary auf dessen Exkursionen. Seine Mutter war die Tochter eines Schweizer Diplomaten. Über seine Mutter war er auch mit J. Edgar Hoover verwandt.
Burton besuchte das Bowdoin College, wo er Mitglied von Phi Beta Kappa wurde. Er wohnte in einer Wohngemeinschaft mit dem späteren Senator aus Maine, Owen Brewster. 1912 schloss er das Jura-Studium an der Harvard University ab. Er ging daraufhin nach Ohio und eröffnete eine Anwaltskanzlei. Während des Ersten Weltkrieges diente er in der US Army, zuletzt im Range eines Infanterieoffiziers.
1929 wurde er ins Repräsentantenhaus von Ohio gewählt. Dort saß er für ein Jahr. 1935 wurde er zum Bürgermeister von Cleveland gewählt. Dies blieb er bis zu seiner Wahl in den Senat 1941.
Am 18. September 1945 nominierte ihn US-Präsident Harry S. Truman als Nachfolger von Owen Roberts. Er sollte dessen Platz am Supreme Court of the United States einnehmen. Der Senat stimmte der Nominierung am 19. September zu. Am 22. September wurde er von Chief Justice Harlan Fiske Stone vereidigt und trat sein Amt noch am selben Tag an. Während seiner Amtszeit war er unter anderem am Fall Brown v. Board of Education beteiligt.
1912 heiratete Burton Selma Florence Smith. Sie hatten 4 Kinder. Er starb 1964 im Amt in Washington, D.C. und wurde auf dem Highland Park Cemetery im Cuyahoga County in Ohio beigesetzt.